# Jaridżan-e Olja
Jaridżan-e Olja – wieś w Iranie, w ostanie Azerbejdżan Zachodni, w szahrestanie Mijandoab. W 2006 roku liczyła 711 mieszkańców.